# Mario Kart World
Mario Kart World is een computerspel dat is ontwikkeld en uitgegeven door Nintendo voor de Switch 2. Het racespel is uitgekomen op 5 juni 2025.
Het spel is het tiende deel in de Mario Kart-serie en volgt het spel Mario Kart Tour uit 2019 op.

## Gameplay
Net als in voorgaande Mario Kart-games nemen spelers als een personage uit het Mario-universum deel aan een race over uiteenlopende circuits geïnspireerd op of aangekleed met elementen uit het Mario-universum. Tijdens het racen kan de speler gebruik maken van power-ups (voorwerpen) die de speler een voordeel geeft of andere spelers een nadeel geeft.
Er zijn 40 speelbare personages aanwezig en er kunnen tot 24 spelers tegelijk deelnemen aan een race. In vorige spellen lag de limiet op 12 gelijktijdige spelers.
Nieuwe elementen in de gameplay zijn het open wereldontwerp, waar racers vrij rond kunnen rijden, off-roading, bootraces, en over rails en wanden glijden. Alle circuits hebben een eigen plek in de open wereld. De speler kan eenvoudig deelnemen aan een andere race door naar die plek te rijden.
De aanwezige spelstanden zijn:
- Grand Prix, probeer om de meeste punten te verdienen
- Knock-outrally, blijf zo lang mogelijk in de race
- Rondrijden, de speler kan zelf bepalen naar welke plaats
- Gevecht, een ballonnenstrijd

## Personages
Van de 40 speelbare personages zijn de volgende namen bekend:
- Mario
- Luigi
- Peach
- Bowser
- Bowser Jr.
- Daisy
- Rosalina
- Donkey Kong
- Toad
- Toadette
- Pauline
- Shy Guy
- Baby Mario
- Baby Luigi
- Baby Peach
- Baby Daisy
- Baby Rosalina
- Wario
- Waluigi
- Yoshi
- Lakitu
- Birdo
- King Boo
- Dry Bones
- Wiggler
- Nabbit
- Goomba
- Hammer Bro
- Koopa Troopa
- Koe
- Pinguïn
- Dolfijn
- Sneeuwpop
- Pokey
- Sidestepper
- Monty Mole
- Spike
- Para-Biddybud
- Chargin' Chuck
- Peepa
- Piranha-plant
- Pianta

## Circuits
Van de speelbare circuits zijn de volgende bekend:

### Grand prix
Paddenstoelbeker
- Mario Bros.-Circuit
- Kroonstad
- Locomotiefpiek
- DK's Lanceerbasis

Bloemenbeker
- Zonneruïne
- Sky Guys Bazaar
- Wario's Stadion
- Vliegende Vesting

Sterrenbeker
- DK's Piste
- Rosalina's Sterrenwacht
- Stracciatellastraat
- Wario's Wrak

Schildbeker
- Koopa's Strand
- Spettersafari
- Kroonstad
- Peach' Stadion

Bananenbeker
- Peach' Resort
- Prachtgracht
- Dino Dino-Jungle
- Vraagtekentempel

Blaadjesbeker
- Cheep Cheep-Rivier
- Pluisjeskuil
- Boo-Bioscoop
- Dry Bones' Bottenbaan

Bliksembeker
- Boe-Boe-Boerenland
- Chocokloof
- Toads Fabriek
- Bowsers Kasteel

### Knock-outrally
- Gouden rally
- IJsrally
- Maanrally
- Spiny-rally
- Kersenrally
- Eikenrally
- Wolkenrally
- Hartenrally

## Ontwikkeling
World werd voor het eerst getoond op 16 januari 2025 in een video over de aankomende Switch 2. De eerste grote bekendmaking over de inhoud van het spel kwam op 2 april 2025 tijdens een Nintendo Direct. Hier werd ook de titel en releasedatum bekend. Daarbij is World ontwikkeld als lanceertitel voor de Switch 2.
Nintendo bevestigde dat de ontwikkeling van het spel aanvankelijk startte als een Switch-titel, maar dat halverwege het proces werd besloten om het spel exclusief uit te gaan brengen voor de Switch 2. De reden hiervoor is de betere graphics en rekenkracht van de Switch 2, die het spel de ontwikkelaars meer vrijheid zou geven.